# فيرفاكس هاريسون
فيرفاكس هاريسون (بالإنجليزية: Fairfax Harrison)‏ هو مؤرخ وكاتب أمريكي، ولد في 13 مارس 1869 في نيويورك في الولايات المتحدة، وتوفي في 2 فبراير 1938 في الإسكندرية في الولايات المتحدة.